# Будогосский, Андрей Дмитриевич
Андрей Дмитриевич Будогосский  (30 мая 1950, Москва — 16 августа 2023) — арбитр всесоюзной категории по футболу (30.09.1991), руководитель департамента судейства и инспектирования РФС. Работал в КГБ, состоял в КПСС.

## Биография
Окончил Всесоюзный государственный институт кинематографии в 1972 году и Волгоградскую государственную академию физической культуры в 1999 году. Кандидат педагогических наук. Автор и соавтор более 200 работ по проблемам судейства и инспектирования. Один из лучших российских методистов в области футбольного арбитража, автор многочисленных пособий и учебников. Один из основных разработчиков и авторов уникальной общероссийской образовательной учебной программы «Футбол. Правила игры» для молодых начинающих судей, выпущенной на электронных носителях в трёх изданиях (последнее в 2016 году).
Судейская карьера началась в 1977 году. Судил в качестве главного арбитра матчи Чемпионата СССР и Чемпионата России по футболу до 1997 года.
После 1997 года — методист. С 1999 года инспектор (делегат) Российского футбольного союза, инспектирует матчи команд высшего дивизиона. С 2000 по 2009 год являлся заместителем председателя Инспекторского комитета РФС. С 2004 года президент созданной им общероссийской ассоциации общественных объединений «Центр — „Футбольный арбитр“». Судья всесоюзной и всероссийской категории по футболу, почётный спортивный судья России. С 2007 по 2009 год возглавлял московскую городскую коллегию судей по футболу, а с 2008 по 2009 год являлся вице-президентом московской федерации футбола.
С марта по октябрь 2011 года работал в департаменте судейства и инспектирования РФС — первоначально руководителем (с марта по июль), а затем — советником президента РФС по вопросам судейства и инспектирования. С декабря 2012 по 2014 год — заместитель председателя судейского комитета РФС. С 31 октября 2016 по 17 апреля 2018 года был руководителем департамента судейства и инспектирования РФС.
16 августа 2023 года было объявлено о его смерти.